# Синдбад-мореход (фильм, 1947)
«Синдбад-мореход» (англ. Sinbad the Sailor) — американский цветной фэнтезийный приключенческий фильм 1947 года, снятый режиссёром Ричардом Уоллесом, основанный на легенде о Синдбаде-мореходе. Фильм рассказывается о восьмом путешествии Синдбада, в ходе которого он добывает сокровища Александра Македонского.

## Сюжет
Синдбад у ночного костра рассказывает путешественникам о своих семи путешествиях. Когда путникам надоедают его рассказы о семи путешествиях, он рассказывает им о своём восьмом путешествии на остров Дерьябар, на котором он находит утерянные сокровища Александра Македонского.
Синдбад и его друг Аббу видят корабль, идущий прямо на рифы, и, поднявшись на борт, они спасают его от неминуемой гибели. На борту корабля Синдбад обнаруживает отравленную команду, а в каюте находит карту потерянных сокровищ Александра Македонского, находящихся на острове Дерьябар. После чего корабль держит курс на Басру. В порту Басры карта сокровищ необъяснимым образом исчезает с корабля. Хан Басры выставляет найденный в море корабль на аукцион. Отговорив всех покупателей, Синдбад и Аббу идут на хитрость и возвращают корабль, платя за него украденными деньгами аукциониста. На аукционе Синдбад знакомится с прекрасной девушкой, наложницей гарема эмира Дайбула — Ширин, которая принимает его за Ахмета, принца с острова Дерьябар. На встрече со своей возлюбленной Ширин Синдбад узнаёт о неком Джамале, который подслушивал их разговор, а после сделал неудачную попытку убить Синдбада.
На следующий день, в надежде снова увидеть Ширин, Синдбад и Аббу, набрав команду на корабль, держат курс на остров Дайбул. В порту Дайбула корабль принца Ахмета (Синдбада) конфискуется и переходит во владение эмира. Синдбад и его верный друг Аббу бегут с корабля и попадают в город. В городе Синдбад находит гарем, пробирается внутрь и встречается с Ширин, но вскоре становится пленником эмира. Эмир, узнав, что перед ним принц Ахмет, гостеприимно принимает Синдбада у себя во дворце. Синдбад, устроив переполох во дворце эмира, похищает Ширин и бежит на корабль. Синдбад пытается найти морской путь, ведущий на загадочный остров Дерьябар, путь на который уже долгое время ищет и эмир Дайбула. Эмир преследует Синдбада, и после продолжительной погони он настигает и топит его корабль, взяв на свой борт пленную команду. Синдбад разоблачает наводившего на всех ужас Джамала, который выдавал себя за цирюльника Мелика. Джамал сознаётся в том, что отравил команду того корабля, украл карту сокровищ в порту Басры, выучил её, а после уничтожил. Эмир, Синдбад и Джамал заключают союз и плывут на остров Дерьябар.
Достигнув острова, искатели сокровищ попадают в руины Александровского дворца, где их встречает ага, хранитель сокровищ, отец принца Ахмета. Все вместе они убеждают агу в том, что Синдбад — его сын, и просят показать им путь к сокровищам Александра Македонского. Когда эмир и Джамал, пытаясь узнать, где находятся сокровища, начинают угрожать жизни Синдбада, Синдбад сознаётся в том, что он вовсе не сын аги, а всего-навсего простой путешественник — Синдбад-мореход. Ага показывает тайник, где спрятаны сокровища, а позже рассказывает Синдбаду, что тот его сын — принц Ахмет, которого он много лет назад отдал морякам для того, чтобы защитить от плохих людей, а сам уединился на острове и стал хранителем сокровищ. Джамал становится жертвой своего коварства. Он умирает от яда, припасённого им для эмира и его команды. Люди эмира грузят сокровища в мешки и переправляют их на корабль. Синдбад сбегает от эмира, пробирается на корабль, освобождает свою команду и других рабов и сжигает «греческим огнём» приближающуюся лодку эмира.
Выслушав восьмую историю, путники принимают её за очередную небылицу. Но вскоре они меняют своё мнение. В доказательство правдивости рассказанной истории Синдбад раздаёт им драгоценные камни и золото. Синдбад поднимается на борт появившегося у берегов корабля и вместе с Ширин возвращается на Дерьябар.

## В ролях
- Дуглас Фэрбенкс — Синдбад
- Морин О’Хара — Ширин
- Вальтер Слезак — Мелик / Джамал
- Этнони Куинн — эмир
- Джордж Тобиас — Аббу
- Джейн Грир — Пируз
- Майк Мазурки — Юсуф
- Шелдон Леонард — аукционер
- Алан Напье — ага
- Джон Мильян — Мога
- Брэд Декстер — Муаллин

В титрах не указаны
- Билли Блэтчер — глашатай на аукционе
- Джордж Чендлер — простолюдин
- Уэйт Кросби[англ.] — солдат
- Пол Гилфойл — погонщик верблюдов
- Гарри Харви — глашатай при казни
- Луис Джин Хейдт — наёмник
- Сай Кендалл — Хасан-Бен-Хасан
- Джордж Ллойд[англ.] — стражник-копьеносец
- Хью Проссер[англ.] — капитан стражи
- Чарльз Стивенс[англ.] — Рури
- Гленн Стрейндж — старший надсмотрщик на галерах
- Макс Вагнер[англ.] — помощник надзирателя
- Бен Велден[англ.] — простолюдин

## Съёмочная группа
- Режиссёр: Ричард Уоллес
- Продюсер: Стивен Эймс
- Сценаристы: Джон Твист, Джордж Уортинг Йейтс
- Оператор: Джордж Барнс
- Композитор: Роб Уэбб